# Enigma (manga)
Enigma, stylisé en әnígmә (エニグマ, Eniguma) est un shōnen manga écrit et dessiné par Kenji Sakaki. Il a été prépublié dans le Weekly Shōnen Jump entre 2010 et 2011, et compilé en un total de sept tomes par Shūeisha.
La version française est éditée en intégralité par Kazé Manga de mars 2012 à mars 2013, mais la série n'est plus commercialisée.

## Synopsis
Haiba Sumio est un étudiant dans un lycée de Tokyo, il possède une capacité intéressante. Pendant son sommeil, il fait des rêves prémonitoires, il les rédige dans son Dream Diary. Avec cette capacité, Sumio donne un coup de main aux gens qui ont des ennuis avant qu'aucun mal n'arrive, jusqu'au jour où sa paisible vie change complètement.

## Personnages
Sumio Haiba (灰葉スミオ)
En classe A de première année, sa capacité est « Dream Diary ». Pour lui, sa capacité est comme une façon de changer le destin actuel et quand les gens ont des ennuis, il s'y réfère comme un SOS. Après être entraîné dans l'e-test, Sumio devient le leader du groupe, comme il semble avoir la meilleure maîtrise de sa capacité et possède un empressement d'aider d'autres personnes quand elles sont en danger. Il a été depuis révélé que sa capacité réelle est la télépathie et que la capacité combinée avec la « vue future » de Shigeru, lui permet d'écrire l'avenir dans son Dream Diary.
Shigeru Kurumiya (来宮しげる)
En classe A de première année, sa capacité se nomme « Future-Sight », autrement dit « vue future ». Quand sa capacité est combinée avec celle de Sumio, cela donne le « Dream Diary ». Shigeru est l'amie d'enfance de Sumio. Malgré ceci, Sumio, ou elle-même, n'était pas au courant qu'elle avait une capacité et se demande ouvertement pourquoi Shigeru participe à l'e-test.
Aru Mizusawa (水沢アル)
En classe H de deuxième année. Quand il a été capturé, il était dans un costume pour effectuer le travail à temps-partiel de mascotte de la police. Ce n'est que plus tard qu'on nous révèle que sa capacité lui permet de transformer en son costume, appelé la Fosse-Kun. Avec sa capacité, il peut aussi changer sa taille, grandissant aux dimensions énormes et également voler. Il a découvert sa capacité après avoir subi un tragique accident, quittant son corps immobilisé. Mais après avoir été inspiré par les exploits de Fosse-Kun, il se transforme en personnage et se consacre à sauver les gens.
Moto Hasekura (支倉モト)
En classe E de première année, sa capacité « Invisible » lui permet de faire disparaître ou de rendre invisible des choses. Elle est présentée dans le chapitre 2. Il se réfère à son pouvoir comme étant une malédiction et éprouve le désir de s'en débarrasser. Enigma promet alors de lui débarrasser, cependant après l'observation de sa capacité, jugée utile pour le groupe, il semble avoir vu ses capacités sous un autre angle. Sa devise est qu'il prend toujours le chemin le plus sûr dans la vie.
Jirô Matsurigi (祀木ジロウ)
En classe B de troisième année, sa capacité « Cubic Subtraction » est présentée à la fin du chapitre 8 et expliquée dans le chapitre 9. Avec cette capacité il peut réduire n'importe quels d'objets à sa guise. Les seules contraintes de cette capacité sont qu'il ne peut rien ajouter à l'objet et qu'il ne peut pas s'en servir sur les choses vivantes. Il est le premier dans cet e-test à être capturé par une ombre. Une fois qu'il a été sauvé, il avait le choix d'avaler une pilule pour arrêter sa transformation en fantôme. Au lieu d'avaler la pilule, il l'économise pour forcer Ryô de la prendre et de se sauver. On nous explique qu'il a déjà participé à un précédent e-test et qu'il était le seul survivant. Il a voulu participer à un autre e-test afin de sauver Ryô.
Hiina Kujôin (九条院ひいな)
En classe C de deuxième année, sa capacité « Hand » est une troisième main invisible, elle est présentée dans le chapitre 4. Grâce à la troisième main, elle peut déplacer de petits objets et utilise souvent la capacité de vérifier chaque pièce pour des raisons de sécurité. Malgré son invisibilité, la main laisse toujours de petites empreintes sur la surface de ce quelle touche. À l'origine, c'était une solitaire et a préféré se faire respecter en utilisant sa capacité afin d'empêcher les autres étudiants de lui jouer de cruelles farces. Elle semble éprouver des sentiments envers Sumio.
Takemaru Sudô (崇藤タケマル)
En classe G de troisième année, sa capacité « Rewind » lui permet de rembobiner des choses, produisant ainsi un retour dans le passé. Il est présenté et expliqué dans le chapitre 26. Il est aussi bien entêté que fort.
Ryô Kurisu (栗須リョウ)
En deuxième année il y a maintenant deux ans, sa capacité est « Flat », présentée dans le chapitre 11. « Flat » permet à son utilisateur d'entrer dans un monde plat, comme une image et interagir avec le contenu de l'image. Ryô est le seul dans le monde qui peut interagir avec l'image. Il dupe ses croyances, de cela il devient Mizusawa Aru. Plus tard, on nous apprend qu'il est l'un des étudiants qui ont laissé tomber l'e-test, où avant que sa personnalité ne reflète celle de Sumio. Mais comme le temps a passé avec le groupe et seulement peu d'énigmes résolues, ils ont commencé à tourner les uns autour des autres, où à la fin, il a sauvé Jirô, mais a fini par être pris au piège. Tandis que là, les ombres ont corrodé ses bonnes croyances avec des désirs égoïstes et cruels de s'échapper avec des moyens. C'est à Jiro qui lui a donné une pilule qu'il retourne de nouveau à son état normal.
Enigma (エニグマ, Eniguma)
L'antagoniste et le mystérieux contrôleur de l'e-test. Il est actuellement inconnu de tous, pourquoi il fait cela et comment était-il conscient de toutes ces capacités spéciales. Il est représenté par le symbole d'un crâne humain avec la mâchoire dans la direction opposée, mais ce n'est qu'après que l'on apprend par Jirô qu'Enigma est en effet l'homme avec une marque considérable sur sa main droite. Durant une conversation, il révèle qu'il cherche quelque chose en particulier avec les gens dans ces tests. Comme il sort, Kijima, un professeur au Lycée Yuyami, a cru pour être l'énigme. Ceci n'est pas vrai, parce que Kijima a seulement le tatouage d'énigme sur sa paume, tandis qu'Enigma l'a des deux côtés de sa main. Le vrai Enigma est Kirio Imizuka, le vieil ami de Sumio et Shigeru en première année.

## Manga

### Fiche technique
- Édition japonaise : Shūeisha
  - Nombre de volumes sortis : 7 (terminé)
  - Date de première publication : décembre 2010
  - Prépublication : Weekly Shōnen Jump
- Édition française : Kazé Manga
  - Nombre de volumes sortis : 7 (terminé)
  - Date de première publication : mars 2012
  - Format : 120 mm × 180 mm
  - Environ 192 pages par volume

### Liste des volumes
| no | Japonais         | Japonais          | Français          | Français          |
| no | Date de sortie   | ISBN              | Date de sortie    | ISBN              |
| --- | ---------------- | ----------------- | ----------------- | ----------------- |
| 1 | 29 décembre 2010 | 978-4-08-870168-4 | 21 mars 2012      | 978-2-82030-326-4 |
| Titre du volume : e-test Couverture : Sumio Haiba, Moto Hasekura, Shigeru Kurumiya, Hiina Kujôin, Takemaru Sudô, Jirô Matsurigi, Aru MizusawaListe des chapitres : - e1. "7" (「7」, "Sebun") - e2. Close (クローズ, Kurōzu) - e3. Invisible (インビジブル, Inbijiburu) - e4. Hand (ハンド , Hando) - e5. Water (ウォーター, Uōtā) - e6. Puzzle (パズル, Pazuru) - e7. Choice (チョイス, Choisu) |                  |                   |                   |                   |
| 2 | 4 mars 2011      | 978-4-08-870196-7 | 9 mai 2012        | 978-2-82030-369-1 |
| Titre du volume : Out Couverture : Aru Mizusawa, Sumio Haiba, Jirô Matsurigi, Shigeru Kurumiya, Hiina Kujôin, Moto Hasekura, Takemaru SudôListe des chapitres : - e8. Debunk (ディバンク, Dibanku) - e9. Reduce (リデュース, Ridyūsu) - e10. Confession (コンフェッション, Konfesshon) - e11. Plan (プラン, Puran) - e12. Flat (フラット, Furatto) - e13. Movement (ムーブメント, Mūbumento) - e14. Trust (トラスト, Torasuto) - e15. Before (ビフォー, Bifō) - e16. Out (アウト, Auto) |                  |                   |                   |                   |
| 3 | 3 juin 2011      | 978-4-08-870238-4 | 18 juillet 2012   | 978-2-82030-416-2 |
| Titre du volume : Another Couverture : Sumio Haiba, Shigeru Kurumiya, Hiina Kujôin, Jirô Matsurigi, Ryô Kurisu, Moto Hasekura, Takemaru Sudô, Aru MizusawaListe des chapitres : - e17. Meeting (ミーティング, Mītingu) - e18. Lunar (ルーナー, Rūnā) - e19. Clock (クロック, Kurokku) - e20. Change (チェンジ, Chenji) - e21. Gear (ギア, Gia) - e22. Telephone (テレフォン, Terefon) - e23. Another (アナザー, Anazā) - e24. Classic (クラシック, Kurashikku) - e25. Labyrinth (ラビリンス, Rabirinsu) |                  |                   |                   |                   |
| 4 | 4 août 2011      | 978-4-08-870276-6 | 19 septembre 2012 | 978-2-82030-483-4 |
| Titre du volume : Open Couverture : Sumio Haiba, Takemaru Sudô, Aru Mizusawa, Hiina Kujôin, Shigeru Kurumiya, Ryô Kurisu, Jirô Matsurigi, Moto HasekuraListe des chapitres : - e26. Scar (スカー, Sukā) - e27. Monitor (モニター, Monitā) - e28. Important (インポータント, Inpōtanto) - e29. Together (トゥギャザー, Tugyazā) - e30. Tear (ティア, Tia) - e31. Open (オープン, Ōpun) - e32. Shadow (シャドー, Shadō) - e33. Alone (アローン, Arōn) - e34. Prediction (プレディクション, Puredikushon) |                  |                   |                   |                   |
| 5 | 4 octobre 2011   | 978-4-08-870297-1 | 21 novembre 2012  | 978-2-82030-542-8 |
| Titre du volume : Mayday Couverture : Sumio HaibaListe des chapitres : - e35. First (ファースト, Fāsuto) - e36. Telepath (テレパス, Terepasu) - e37. Memories (メモリーズ, Memorīzu) - e38. Last (ラスト, Rasuto) - e39. Exit (イグジット, Igujitto) - e40. Enigma (エニグマ, Eniguma) - e41. Mayday (メーデー, Mēdē) - e42. Sucession (サクセション, Sakuseshon) - e43. Realize (リアライズ, Riaraizu) |                  |                   |                   |                   |
| 6 | 2 décembre 2011  | 978-4-08-870320-6 | 9 janvier 2013    | 978-2-82030-575-6 |
| Titre du volume : Cannibal Couverture : Sumio Haiba, Kirio Imizuka'Liste des chapitres : - e44. Train (トレイン, Torein) - e45. Enemy (エネミー, Enemī) - e46. Ticket (チケット, Chiketto) - e47. Coin (コイン, Koin) - e48. Uncovered (アンカバード, Ankabādo) - e49. Prison (プリズン, Purizun) - e50. Key (キー, Kī) - e51. Cannibal (カニバル, Kanibaru) |                  |                   |                   |                   |
| 7 | 3 février 2012   | 978-4-08-870376-3 | 1er mars 2013     | 978-2-82030-628-9 |
| Titre du volume : True End Couverture : Gidô Imizuka, Shimei Kôda, le père de Sumio, Ryô Kurisu, Jirô Matsurigi, Yûta Kijima, Takemaru Sudô, Kei Sûki, Sumio Haiba, Kirio Imizuka, Moto Hasekura, Hiina Kujôin, Shigeru Kurumiya, Aru MizusawaListe des chapitres : - e52. Coffin (コフィン, Kofin) - e53. Past (パスト, Pasuto) - e54. Island (アイランド, Airando) - e55. Twilight (トワイライト, Towairaito) - e56. True End (トゥルーエンド, Turūendo) - Histoire courte : Le film d'action du Capitaine de la Police - Promenade de nuit des tous les animaux (大正警察活劇百獣夜行, Taishō Keisatsu Katsugeki Hyakujū Yakō) |                  |                   |                   |                   |

### Shueisha BOOKS
1. 1 2  Tome 1
2. 1 2  Tome 2
3. 1 2  Tome 3
4. 1 2  Tome 4
5. 1 2  Tome 5
6. 1 2  Tome 6
7. 1 2  Tome 7

### Kazé Manga
1. 1 2  Tome 1
2. 1 2  Tome 2
3. 1 2  Tome 3
4. 1 2  Tome 4
5. 1 2  Tome 5
6. 1 2  Tome 6
7. 1 2  Tome 7